# Columna de las Serpientes

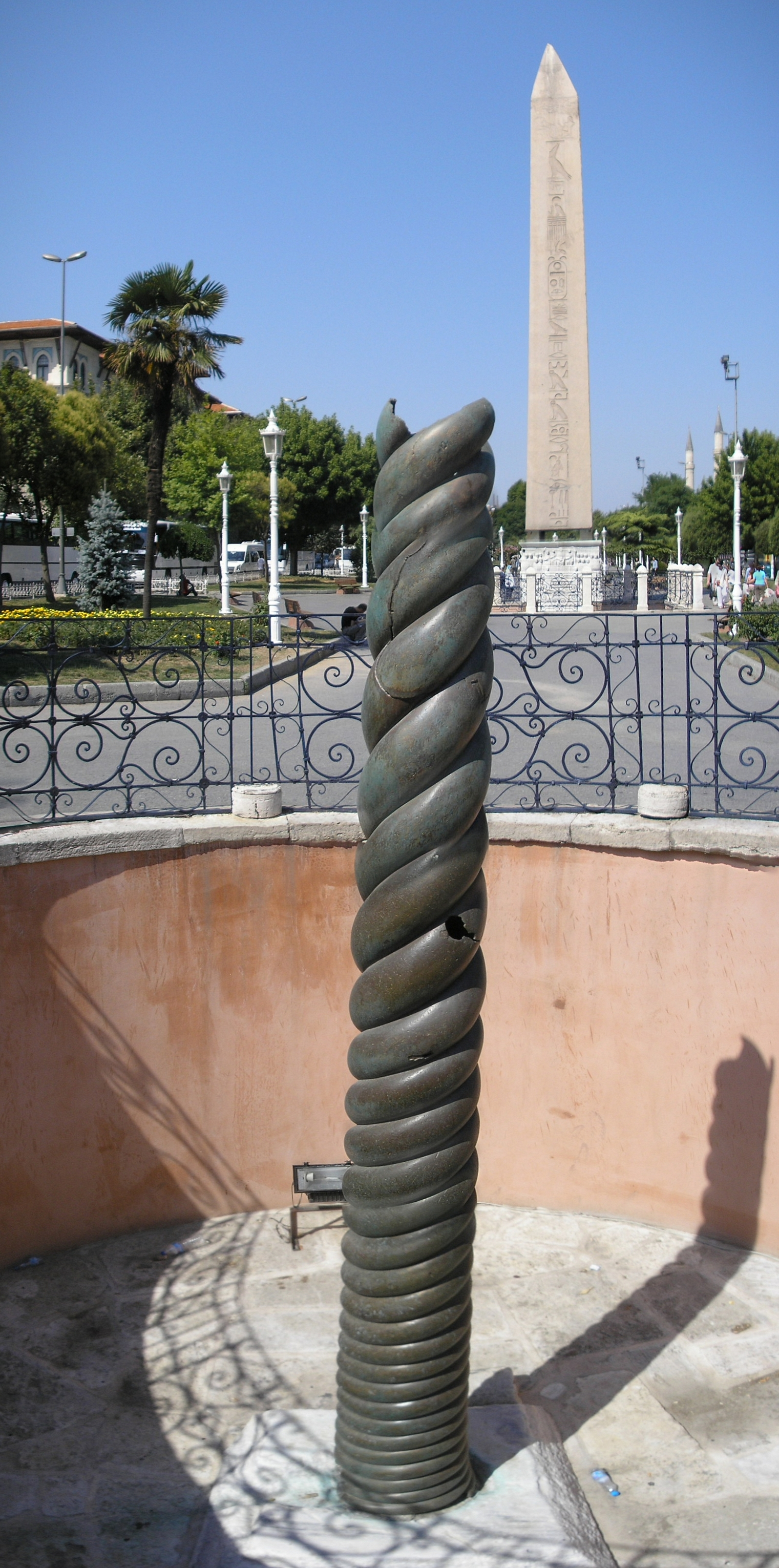
La Columna de las Serpientes. Al fondo puede observarse el Obelisco de Teodosio.

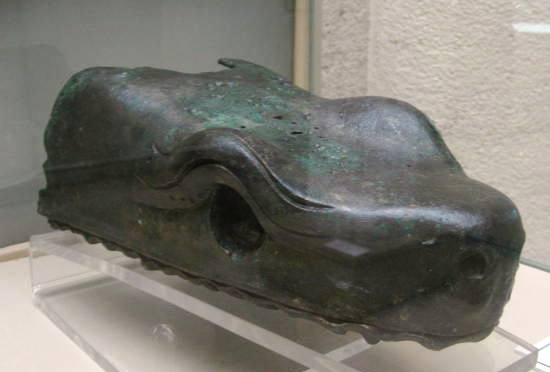
En la actualidad, parte de una de las cabezas se encuentra en el Museo arqueológico de Estambul.

La Columna de las Serpientes (en turco: Yilanli Sütun), también conocida como la Columna Serpentina, el Trípode de Delfos y el Trípode de Platea, es una antigua columna de bronce situada en el antiguo Hipódromo de Constantinopla, actualmente «Plaza Sultán Ahmet» de Estambul, Turquía; el lugar fue conocido como Atmeydanı «plaza de los caballos» durante el período otomano. La columna, que forma parte de un trípode de sacrificios de la Antigua Grecia, originariamente se encontraba en Delfos y fue trasladada a Constantinopla por Constantino I el Grande en el año 324. La columna, de ocho metros de alto, contaba con tres cabezas de serpientes que permanecieron intactas hasta fines del siglo XVII. Una de ellas se exhibe actualmente en el cercano Museo arqueológico de Estambul.

## Historia

### Procedencia
La Columna de las Serpientes es uno de los objetos de la Grecia y Roma antiguas (su origen se remonta a hace unos 2 480 años) que se mencionan más extensamente en la literatura y que aún perduran en la actualidad. Junto con el trípode y el cuenco de oro originales (ambos desaparecidos hace tiempo), formaba parte de un trofeo u ofrenda dedicada a Apolo en Delfos. Dicha ofrenda se realizó en la primavera del año 478 a. C., varios meses después de la derrota del ejército aqueménida en la batalla de Platea (agosto de 479 a. C.) a manos de las ciudades-Estado griegas, que se habían aliado para repeler la invasión persa a la Grecia continental.
Entre los escritores antiguos que hacen alusión a la Columna se puede encontrar a Heródoto, Tucídides, el pseudo-Demóstenes, Diodoro Sículo, Pausanias, Cornelio Nepote y Plutarco. Ya en la modernidad, Edward Gibbon describió el traslado de la columna por parte del Emperador Constantino a su nueva capital, Constantinopla; para este relato, Gibbon cita el testimonio de los historiadores bizantinos Zósimo, Eusebio, Sócrates y Sozomeno.

### Batalla de Platea
La invasión persa de Grecia comenzó en el año 480 a. C., bajo el mando de Jerjes I. La expedición, que combinaba unidades terrestres y marítimas, era para Jerjes un asunto pendiente tras la derrota del ejército que había enviado su padre, Darío I, en la batalla de Maratón (490 a. C.) ante los atenienses. La nueva expedición tenía dos objetivos: forzar el sometimiento de las ciudades estado de la Grecia continental que se negasen a entregar un tributo simbólico de «la tierra y el agua» al emperador persa, y castigar a quienes habían apoyado a los griegos jonios en la revuelta contra los persas, liderada por Aristágoras de Mileto. Esto ponía en el punto de mira principalmente a las ciudades de Atenas y Eretria).
Luego del triunfo sobre los griegos en las Termópilas y la retirada por parte de los mismos en Artemisio (agosto de 480 a. C.), la estrategia de los aliados griegos se encontraba en ruinas. Nada podía evitar que los persas avanzaran, tomaran y saquearan Atenas. Sólo el strategos (general) ateniense Temístocles, con su brillante planificación y desempeño para evacuar a los habitantes de Atenas a la isla de Salamina, sus estratagemas para convencer a las ciudades peloponesias reluctantes de que se enfrentaran a sus enemigos en una batalla naval en el estrecho de Salamina en vez de retroceder al Istmo, y su astucia para lograr que Jerjes atacara a la flota griega en el estrecho (septiembre de 480 a. C.) proporcionaron a los aliados el respiro que necesitaban. Después de Salamina, Jerjes se retiró a Sardes, pero dejó una fuerza terrestre en Tracia a cargo del experimentado general Mardonio. Mardonio volvió a capturar Atenas en la primavera de 479 a. C. y, ante el fracaso de las negociaciones de Alejandro I de Macedonia en nombre de los persas para lograr la paz con Atenas, la guerra continuó. Al enterarse de que un ejército espartano se aproximaba desde el Peloponeso, el general persa incendió Atenas y retiró sus fuerzas a una posición estratégica en Beocia, al norte del río Asopo. Los griegos, bajo el mando de  Pausanias, regente de Esparta, tomaron los terrenos elevados al sur del río Asopo y sobre la planicie de Platea, adoptando una posición defensiva. Después de varios días de escaramuzas y cambios en la posición de los griegos, Mardonio lanzó un ataque total. El resultado de la batalla fue una victoria decisiva de las fuerzas espartanas. Mardonio fue abatido durante el combate y los persas huyeron liderados por Artabazo I, el segundo al mando de su ejército.

### La importancia de la batalla de Platea
Pese a no poner fin a la guerra, las victorias griegas contemporáneas en Platea y Mícala lograron que el Imperio Persa no volviera a intentar una invasión a la Grecia continental. En consecuencia, Persia ejerció su política a través de la diplomacia, los sobornos y los engaños, haciendo que las ciudades estado se enfrentaran entre sí. Sin embargo, gracias a dichos triunfos, y por medio de la Confederación de Delos, Atenas pudo consolidar su poder en una floreciente democracia bajo el liderazgo de Pericles, hijo de Jantipo.
Tras la batalla de Platea, el último combate correspondiente a las guerras médicas, los griegos construyeron una columna de bronce con tres serpientes entrelazadas (en griego: Τρικάρηνος Όφις [serpiente de tres cabezas]), cuyos cuerpos formaban la columna, para conmemorar la participación de las 31 ciudades estado griegas en la batalla. Según Heródoto, la columna de bronce se construyó utilizando armas persas fundidas. Dichas armas también se emplearon para construir un trípode de oro. El monumento se dedicó en su totalidad a Apolo y se situó junto al altar del dios en Delfos, sobre una base de piedra (un capitel bizantino invertido).

## En escritos antiguos

### Heródoto
Tras describir la victoria griega en 479 a. C. en Platea, Heródoto hace un recuento del botín conseguido, que efectúan los hilotas (siervos espartanos), quienes habían tomado parte en la batalla, y posteriormente registra la decisión griega de dedicarle una ofrenda a Apolo en Delfos:

Una vez reunido el botín, una décima parte fue apartada para el dios de Delfos y, para acoger la ofrenda, se fabricó el trípode dorado que se alza sobre la serpiente de tres cabezas más cercana al altar
Heródoto, Historia

En el mismo capítulo, Heródoto cuenta que se efectuaron otras ofrendas a Zeus en Olimpia y a Poseidón en el istmo de Corinto. Resulta significativo que se diera preferencia a Apolo en Delfos, a pesar de la ambigüedad de las respuestas del oráculo sobre el resultado de la guerra y de la sospecha de medismo de Delfos.

### Tucídides y el pseudo-Demóstenes
Los pasajes siguientes permiten la comprensión de las disputas políticas por parte del bando ganador de griegos en relación con este monumento. Lleno de arrogancia por su victoria en Platea y la consiguiente facilidad con que había castigado a los líderes tebanos por su respaldo a los persas, Pausanias ordenó una dedicatoria en la columna donde se le atribuía el triunfo únicamente a él. Los acontecimientos posteriores revelaron su altiva ambición, ya que se encontraba negociando con los persas y con los hilotas de Esparta para llevar a cabo una rebelión y ocupar el cargo de tirano con el apoyo del Imperio Persa. Pese a que en un principio Esparta no creyó en dicha traición, los éforos de la ciudad finalmente descubrieron que era cierta a través del esclavo personal de Pausanias, hecho que llevó a la muerte del general. Tucídides describe la sospecha por parte de los espartanos de que Pausanias, el comandante en jefe de las fuerzas griegas en Platea, se encontraba próximo a la traición, y de que había acudido a los persas, citando la cuestión de la Columna de las Serpientes como base de tal sospecha:

Él [Pausanias] dio muchos motivos de sospecha con su desprecio hacia las leyes, su admiración a los bárbaros y su descontento con el estado de las cosas. Se examinó el resto de su comportamiento para observar si en algún modo se había desviado de las normas establecidas. Luego recordaron que, durante la cuestión del trípode de Delfos, que los griegos habían erigido con los primeros frutos de la victoria sobre los persas, él había decidido por su cuenta grabar un dístico en el mismo:

«Tras derrotar al ejército de los medos, Pausanias,
comandante en jefe de los griegos, erigió este monumento a Febo».

En ese entonces, los lacedemonios borraron de inmediato el dístico del trípode y grabaron los nombres de las ciudades que se habían unido contra los bárbaros y erigieron la ofrenda.
Tucídides, Historia de la Guerra del Peloponeso

En el discurso Contra Neera, el pseudo-Demóstenes realiza una descripción significativamente distinta de los hechos. El orador recuerda la conducta de Pausanias en relación con la Columna de las Serpientes, luego de la derrota de los persas en la batalla de Platea:

Pausanias, rey de los lacedemonios, hizo que se grabara una inscripción en el trípode en Delfos [que aquellos griegos que habían combatido como aliados en la batalla de Platea y el enfrentamiento naval de Salamina habían construido con el botín capturado de los bárbaros, y erigido en honor a Apolo como recuerdo de su valentía], que decía:

«Tras derrotar al ejército de los medos, Pausanias,
comandante en jefe de los griegos, erigió este monumento a Febo»,
como si la empresa y la ofrenda fueran suyas únicamente, y no de los aliados en conjunto.

Los griegos se disgustaron y las gentes de Platea obtuvieron el permiso para llevar adelante, en nombre de los aliados, un juicio contra los lacedemonios, por 1000 talentos, en el Consejo Anfictionio; además, obligaron a los lacedemonios a borrar la inscripción y a grabar los nombres de aquellas ciudades que habían compartido la empresa.
pseudo-Demóstenes, Contra Neera, 97-98

El autor también argumenta que dicho accionar irritó a los lacedemonios y fue uno de los principales motivos para que, 50 años después, estos convencieran a los tebanos de lanzar un ataque nocturno sobre Platea en 431 a. C., dando comienzo a la guerra del Peloponeso, tal como describe Tucídides en el segundo libro de la Historia de la Guerra del Peloponeso.

### Diodoro Sículo
En el siglo I a. C., Diodoro Sículo escribió que la dedicatoria personal e ilegal de Pausanias fue reemplazada por un dístico compuesto por el poeta Simónides:

«Los salvadores de Grecia en general dedicaron esta ofenda,
tras haber rescatado a sus ciudades de una odiosa esclavitud»
Diodoro Sículo, Biblioteca histórica

### Pausanias
En el siglo II d. C., el geógrafo e historiador Pausanias mencionó el monumento en Delfos del siguiente modo:

Los griegos, de común acuerdo, dedicaron sobre la base del botín adquirido en la batalla de Platea un trípode de oro colocado sobre una serpiente de bronce. La sección de bronce de la ofrenda aún se conserva, pero los líderes focidios no dejaron el oro, tal como hicieran con el bronce.
Pausanias, Descripción de Grecia

El general focidio Filomelo se hizo con el tesoro en 355/4 a. C. para pagar el coste de los mercenarios que participaron de la tercera guerra sagrada. Dicho acto fue considerado un sacrilegio extremo y tuvo como consecuencia que Filipo II de Macedonia expulsara a Fócida de la Liga Anfictionía, y que se le impusiera una multa de 400 talentos.
Incluso en la época de la visita de Pausanias, la vía sagrada que llevaba hacia el templo de Apolo estaba cubierto a ambos costados por monumentos, estatuas y tesoros que conmemoraban acontecimientos importantes en la historia de Grecia. Según Heródoto, la Columna de las Serpientes era «la más cercana al altar». Sobre las mismas se erigía una enorme estatua de Apolo en bronce y, encima del arquitrabe del templo, varios escudos que celebraban el triunfo de los griegos sobre los galos. Tanto la base de la columna como la del altar, que estaba dedicada a los habitantes de Quíos, han sido hallados.
Pausanias también identificó la ofrenda a Zeus en Olimpia y mencionó los nombres de las ciudades grabadas en ella.

## En escritos modernos

### Gibbon
En su Historia de la decadencia y caída del Imperio Romano (1776-89), Edward Gibbon menciona la Columna de las Serpientes en los capítulos 17 (sobre la fundación de Constantinopla) y 68 (sobre la entrada triunfal de Mehmed II, quien conquistó la ciudad el 29 de mayo de 1453): 

El Circo o Hipódromo era un edificio majestuoso de unos 400 pasos de largo y 100 de ancho. El espacio entre ambas metas u objetivos se hallaba cubierto de estatuas y obeliscos; y sin embargo podemos destacar una pieza antigua muy particular: los cuerpos de tres serpientes retorcidos en forma de un pilar de metal. Las tres cabezas sostuvieron alguna vez el trípode de oro que, tras la derrota de Jerjes, fue consagrado en el templo de Apolo en Delfos por los griegos victoriosos.
Gibbon, Historia de la decadencia y caída del Imperio Romano, Capítulo 17

A partir de la primera hora del memorable 29 de mayo, los disturbios y saqueos reinaron en Constantinopla, hasta la octava hora del mismo día, cuando el mismísimo Sultán cruzó triunfante la puerta de San Romano. Era asistido por sus visires, bajás y guardias, cada uno de los cuales (según un historiador bizantino) era tan robusto como Hércules, hábil como Apolo, e igual en batalla a diez hombres de la raza de comunes mortales. El conquistador miró largamente, satisfecho, y se maravilló de la extraña aunque espléndida apariencia de los domos y palacios, tan disímiles del estilo arquitectónico oriental. En el Hipódromo, la columna retorcida de las tres serpientes atrajo su mirada y, como prueba de su propia fortaleza, hizo añicos con su mazo de hierro o hacha de batalla una de las mandíbulas inferiores de los tres monstruos, que según los turcos eran ídolos o talismanes de la ciudad.
Gibbon, Historia de la decadencia y caída del Imperio Romano, Capítulo 68

### Otras fuentes
La accidentada historia del monumento tras su traslado a Constantinopla puede reunirse a partir de varias fuentes. Según W. W. How y J. Wells, un emperador posterior la convirtió en una fuente de tres bocas, a partir de 1422 la vieron y describieron varios viajeros, y fue derribada en 1700, momento en que se rompieron las cabezas de las serpientes. Marcus N. Tod afirma que en 1630 se elevó el nivel del suelo, por lo que la inscripción del monumento quedó oculta.
En 1855 se excavó la base de la columna bajo la supervisión de C. T. Newton, revelándose quince anillos de las serpientes que estaban enterrados y la inscripción, que comienza en el anillo trece y termina en el tres. El mensaje fue descifrado por C. Frick en 1856, por Fabricius en 1886, y por otros con posterioridad. En el anillo trece de la inscripción lacónica figura «Aquellos quienes hicieron la guerra», seguida en los anillos doce a tres por los nombres de treinta y un ciudades estado. La lista incluye ocho ciudades que Heródoto (Libro 9.28) no menciona como presentes en la batalla de Platea, y excluye a Pale, en Cefalonia, a la que el historiador sí había incluido. El geógrafo Pausanias enumera los nombres en la ofrenda a Zeus en Olimpo, donde se excluyen cuatro de las ciudades grabadas en la Columna de las Serpientes. Tal vez esto se deba a un simple descuido por parte de algún escriba. Pese a que los nombres de las ciudades grabados en la columna no incluyen a otros mencionados por Heródoto como partícipes de la guerra, queda claro que el monumento está relacionado con las guerras médicas como un todo, y no sólo con la batalla de Platea. Los anillos doce y trece fueron marcados y abollados por golpes de sable, lo que hizo que la inscripción fuera difícil de descifrar. La dedicación que Diodoro afirma fue compuesta por Simónides no ha sido hallada. Una de las cabezas de serpiente, a la que le falta la mandíbula inferior, se encuentra en el Museo arqueológico de Estambul.

## Situación actual

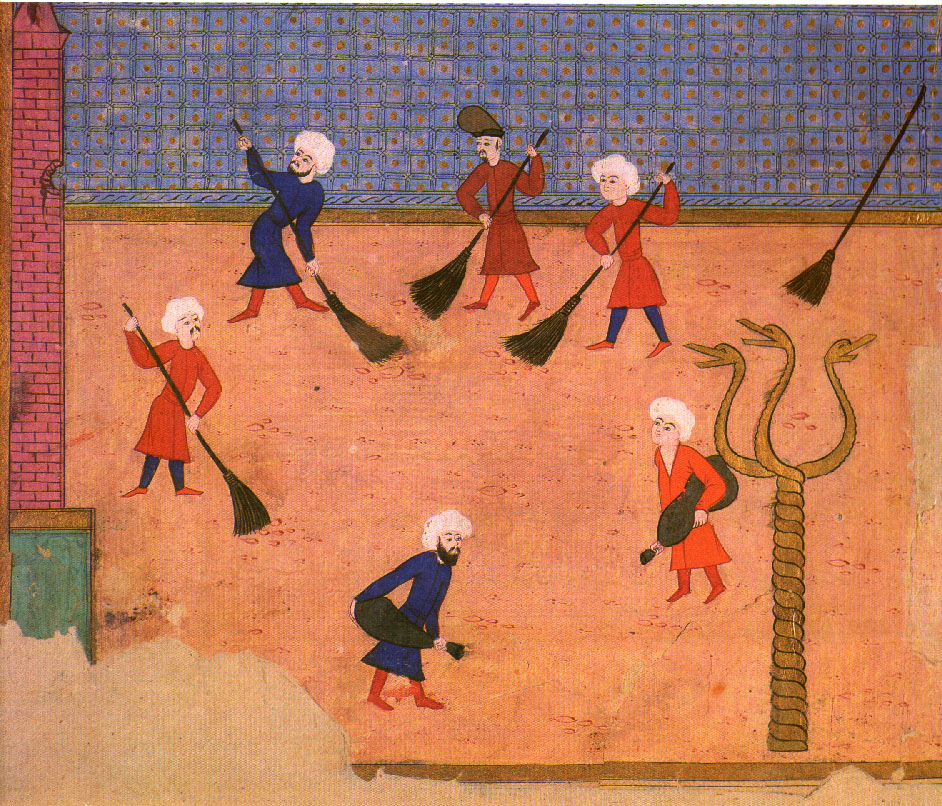
Miniatura otomana perteneciente al Surname-ı Vehbi. En la misma puede apreciarse la Columna con sus tres cabezas de serpiente durante una celebración en el Hipódromo en 1582.

Pausanias señaló que, aproximadamente un siglo después, los focidios utilizaron el trípode de oro para financiar a la milicia durante la guerra sagrada que involucró al Oráculo de Delfos. Constantino I trasladó la Columna de las Serpientes a Constantinopla para decorar la parte central del Hipódromo, lugar donde aún se encuentra en la actualidad.
La parte superior de la columna estaba adornada con un cuenco de oro, sostenido por las tres cabezas. El cuenco fue destruido o robado durante la Cuarta Cruzada. Muchas miniaturas otomananas muestran que las cabezas estaban intactas en las primeras décadas posteriores a la conquista turca de la ciudad.
Ahmed Bican, de Galípoli, produjo una pequeña descripción de la Columna en su Dürr-i Meknûn, escrito en tiempos de la caída de Constantinopla. Allí afirma que es un adorno hueco, de bronce, con serpientes entrelazadas, de tres cabezas, y que para los ciudadanos era un talismán que protegía de las mordeduras de serpientes.
De cincuenta a cien años después de la conquista turca de Constantinopla, se documenta que la mandíbula de una de las serpientes estaba perdida. Pese a la leyenda de que Mehmed II, tras ingresar en la ciudad tras conquistarla, habría destrozado parte del monumento, dicha historia es apócrifa.
Años más tarde, a fines del siglo XVII, las tres cabezas fueron destruidas. Nuevamente existe una leyenda según la cual un noble polaco ebrio las habría derribado; sin embargo, el Nusretname (El libro de las victorias), de Silahdar Findiklili Mehmed Aga, señala que las cabezas simplemente se cayeron durante la noche del 20 de octubre de 1700. Algunas partes de las cabezas fueron recuperadas y actualmente se exhiben en el Museo arqueológico de Estambul.